# اکتابنزون
اکتابنزون (به انگلیسی: Octabenzone) با فرمول شیمیایی C۲۱H۲۶O۳ یک ترکیب شیمیایی با شناسه پاب‌کم ۱۵۷۹۷ است. که جرم مولی آن ۳۲۶٫۴۲۹ g/mol می‌باشد. 